# Schloss Neupernstein

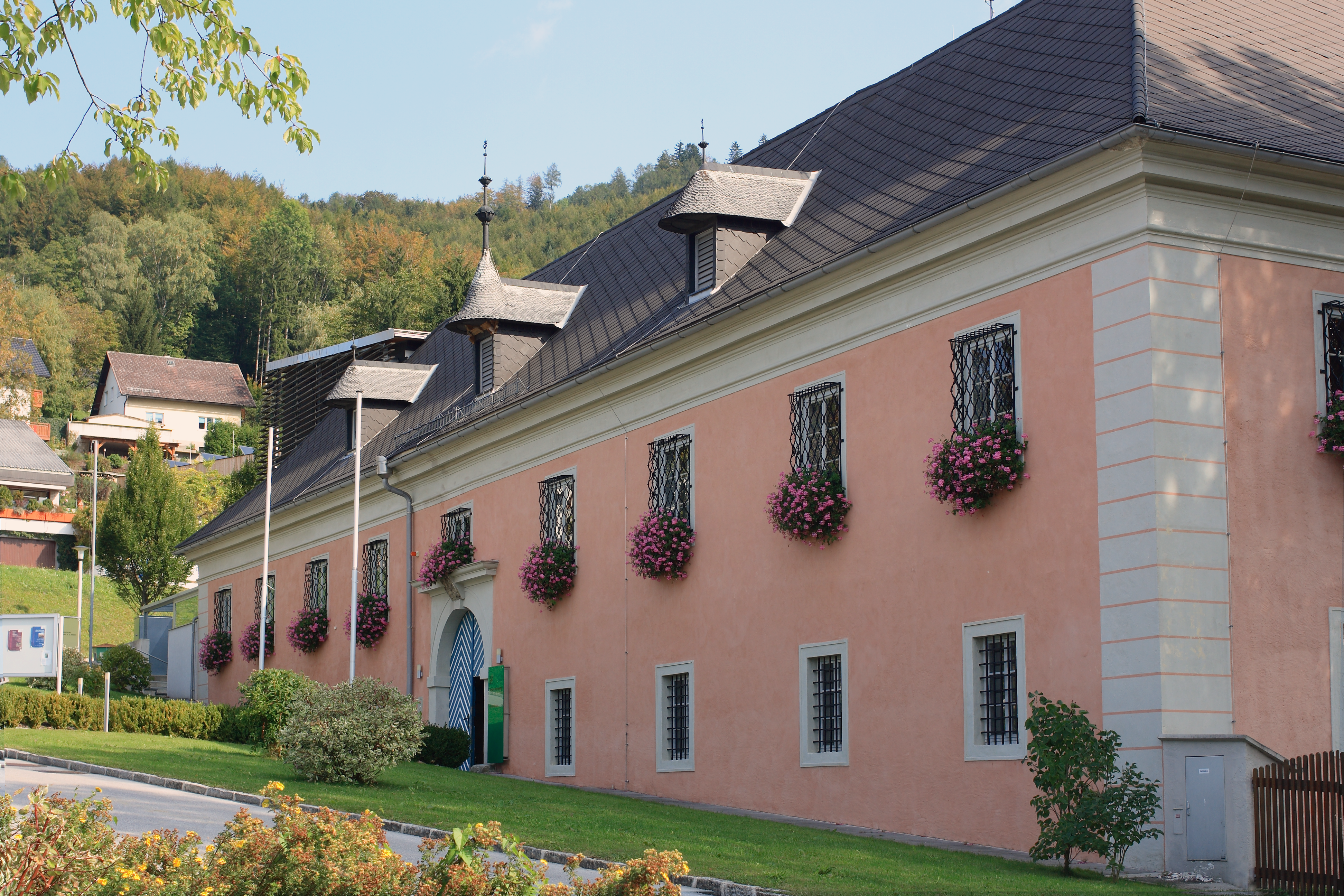
Schloss Neupernstein

Das Schloss Neupernstein liegt in Kirchdorf an der Krems im Bezirk Kirchdorf von Oberösterreich (Pernsteiner Straße 40).

## Geschichte
Erstmals wird eine Hube zu Hanvelden in einer Urkunde von 1228 erwähnt. Diese wird an den Gundacker von Steyr verliehen, später kam sie über den Markgrafen von Andechs an den Bischof von Bamberg. Dieser schenkte die Hube dem Stift Spital am Pyhrn. Von dort aus wurde es als Lehen weitergegeben. Von Gottfried von Truchsen ging es 1282 als Schenkung an das Haus Pernstein. Als weiterer Inhaber wird 1340 Christian von Hanvelde genannt, ein Mitglied des niedrigen Adels. Um 1457 war die Hube im Besitz des Lienhart Haider, Pfleger von Burg Scharnstein. 1613 wird nach einer Urkunde des Stifts Spital am Pyhrn der Unteramtmann Hans Hauser am Hanselmayr als Besitzer genannt. 1647 ging der Hof ab Johann Michael Perger über. Der Hof diente als Absteigequartier der Äbte von Kremsmünster. 1665 wird er an den Kremsmünsterer Pfleger auf Pernstein, Georg Christoph Haas, verkauft. Dann kam der Hof auf dem Erbweg an das Stift Kremsmünster. Ab 1692 diente der Hanfeldhof als Pernsteiner Verwaltungssitz, wobei er bereits in früherer Zeit als „Pfleghof“ bezeichnet wurde.
Um 1770 war Neupernstein an den Prinzen von Windischgrätz verpachtet. Dann waren ab 1790 hier das Distriktskommissariat und die Verwaltung des Steuerbezirks untergebracht. Seit Mitte des 19. Jahrhunderts diente das Schloss als reines Wohnhaus. Ein Graf von Windischgrätz hatte das Schloss zwischen 1920 und 1930 im Besitz. Von ihm ging es wieder zurück an das Kloster Kremsmünster und aktuell an die Gemeinde Kirchdorf an der Krems.

## Baulichkeit
1682 wurden an dem Hanfelderhof erste Umbauten vorgenommen. Im Auftrag des Stiftes Kremsmünster wurde das heutige Gebäude nach einem Entwurf von Jakob Prandtauer 1715 errichtet und 1717 fertiggestellt. Seit dieser Zeit wird von „Schloss Neupernstein“ gesprochen. Das Gebäude erinnert immer noch an den ursprünglichen Vierkanter, es hat demnach einen quadratischen Grundriss und einen Innenhof. Die Nebengebäude entstanden zwischen 1771 und 1774. Aus der aufgelassenen Kapelle wurde um diese Zeit ein Wohnraum. Im 1. Stock befinden sich sehenswerte Stuckdecken aus dem 18. Jahrhundert.
Heute ist in dem zwischen 2001 und 2003 für Veranstaltungen umgebauten Schloss das „Kulturzentrum Schloss Neupernstein“ untergebracht. Hier befindet sich ebenfalls die Landesmusikschule Kirchdorf.

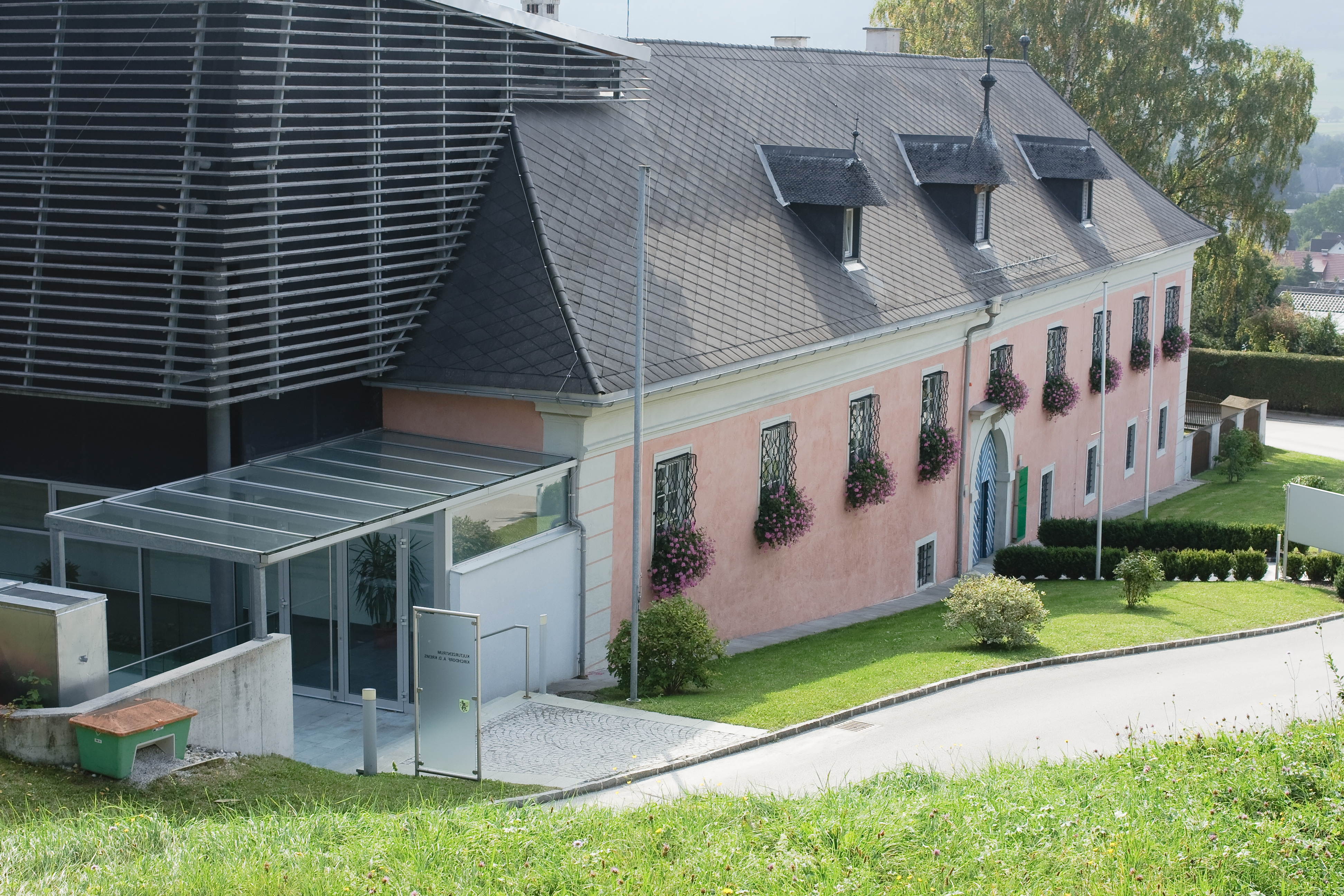
Der moderne Anbau
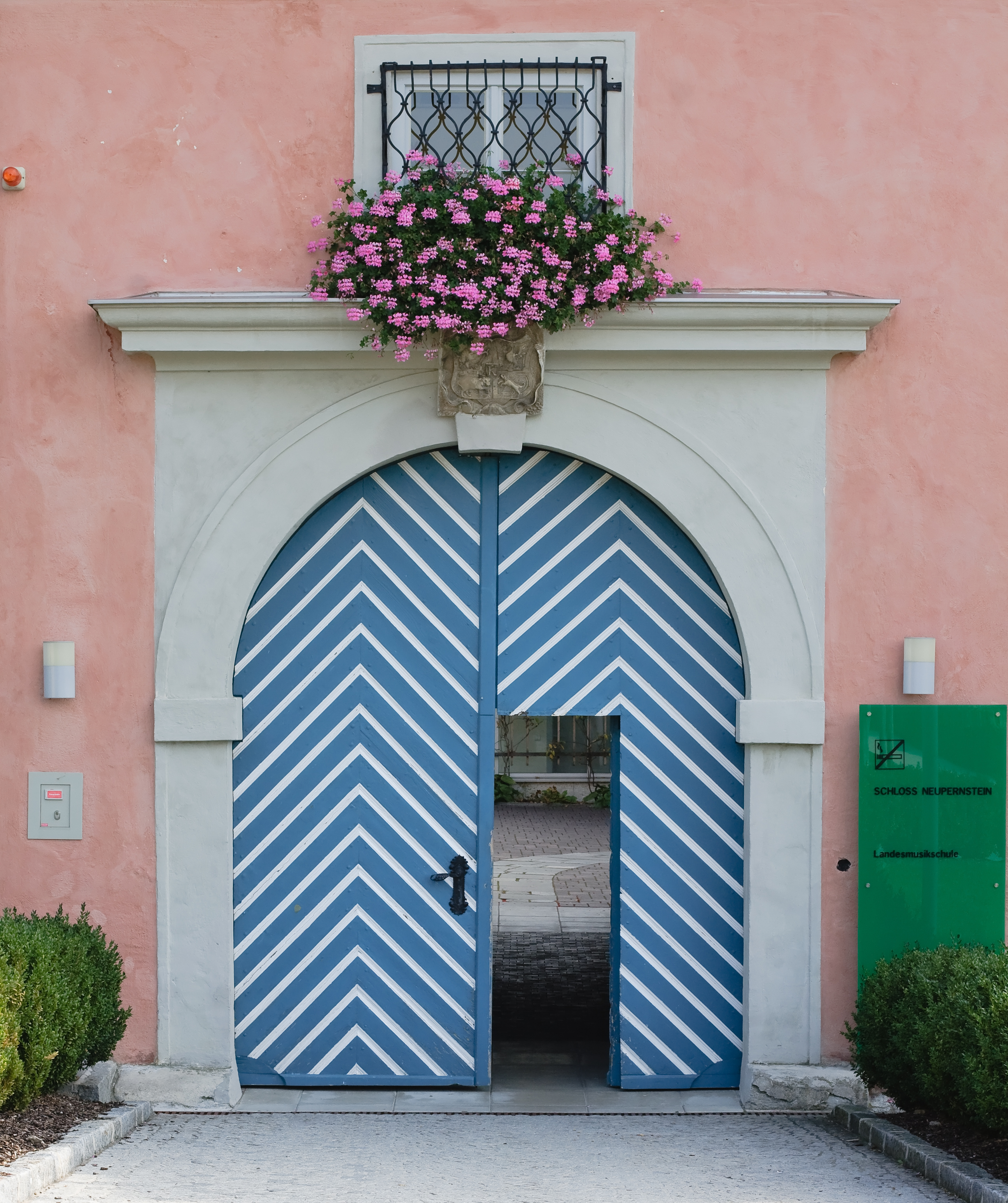
Das Portal
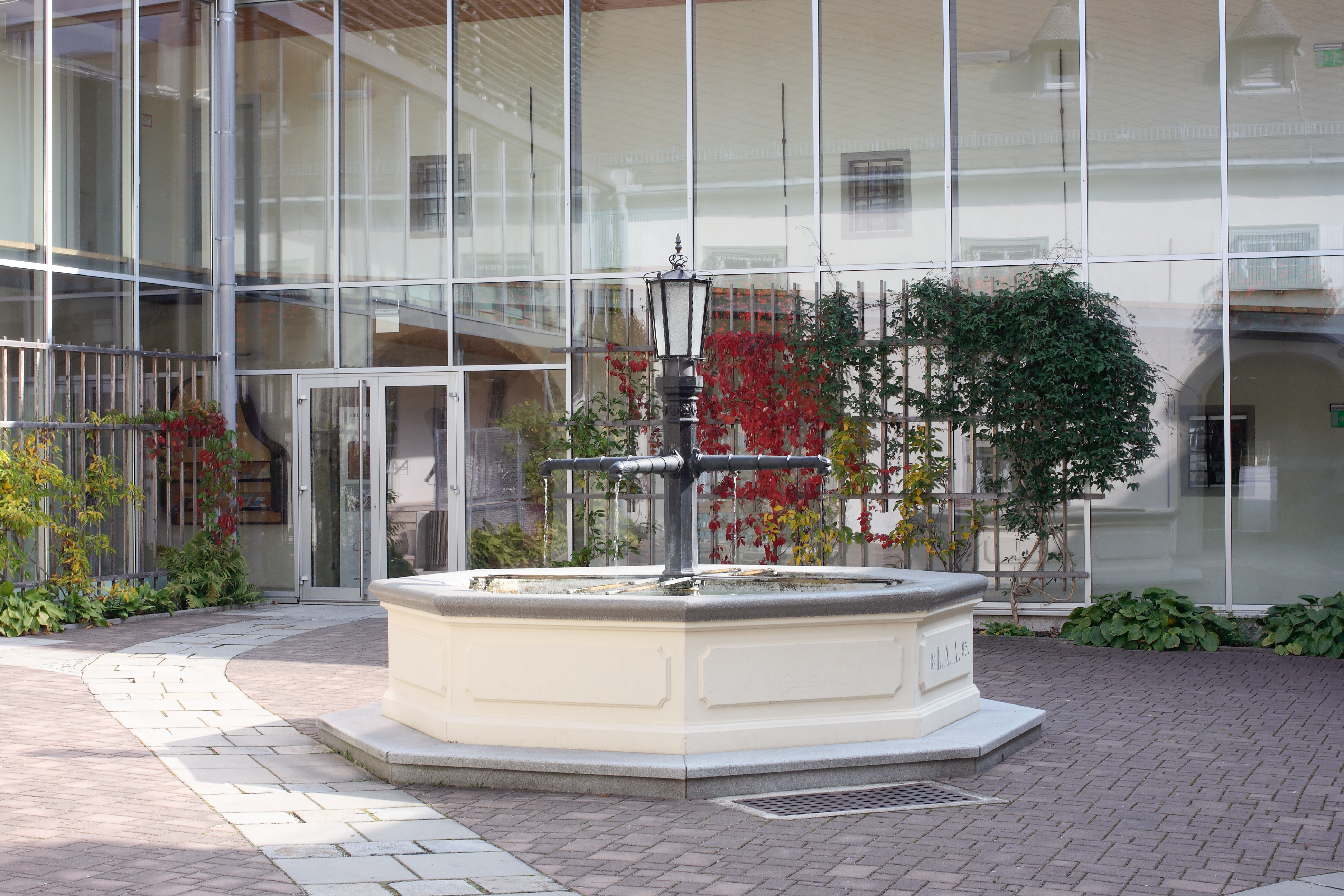
Brunnen im Innenhof von Schloss Neupernstein
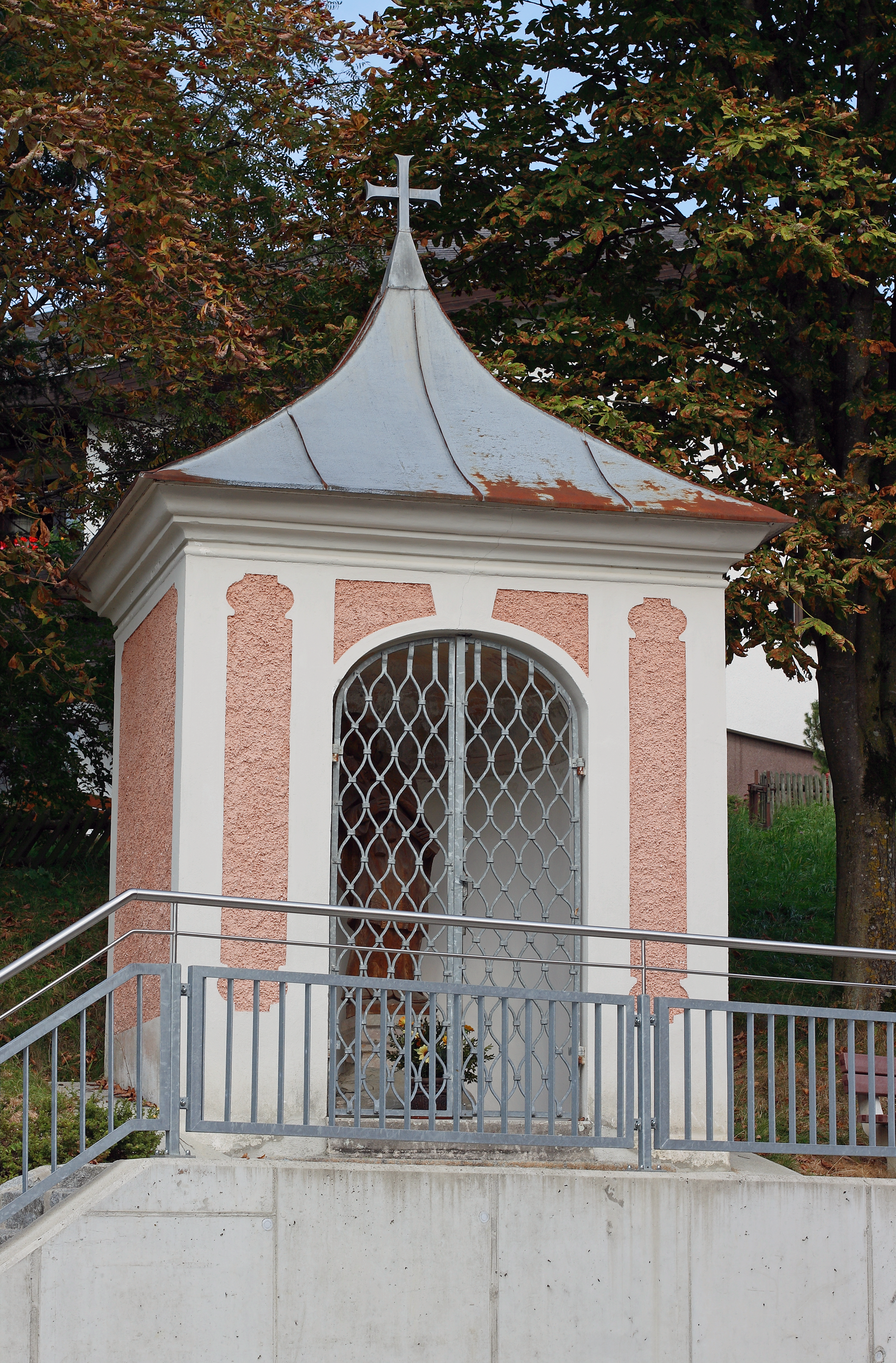
Wegkapelle bei Schloss Neupernstein